# Brats (musikgrupp)
Brats var ett danskt band bildat runt 1977 i Köpenhamn av bland annat Hank Shermann. Till en början spelade de punk, men blev senare ett mer heavy metal-inriktat band efter att ha splittrats 1979. Shermann träffade då King Diamond och Michael Denner och tillsammans med Timi Hansen var de kompletta. De hade många olika trummisar ända fram till 1981, då de bestämde sig för Kim Ruzz och den här uppsättningen blev senare det legendariska black metal/heavy metal-bandet Mercyful Fate.

## Medlemmar
Senaste medlemmar
- Hank de Wank (eg. René Krolmark, aka Hank Shermann) – gitarr (1977–1981)
- Carsten Van der Volsing (Carsten Falkenlind Volsing) – gitarr (1980–1981)
- King Diamond (Kim Bendix Petersen) – sång (1981)

Tidigare medlemmar
- Mickey Rat (Michael Hillerup) – basgitarr (1978–1979)
- Eddie Haircut (Milan Balsgaard) – trummor (1978–1979; död 1992)
- Franz de Zaster (Michael Gorm) – sång (1978–1979)
- Yenz Leonhardt (Jens Arnsted) – basgitarr, sång, akustisk gitarr (1979–1981)
- Lars "Monroe" Nybo – trummor (1979–1981)
- Michael Denner – gitarr (1979–1980)

## Diskografi
Studioalbum
- 1980 – 1980

Samlingsalbum
- 2008 – The Lost Tapes: Copenhagen 1979

Annat
- 1980 – "B-Brains" / "Vivian Wants to Dance" (delad singel: Brats / Tyrantz)